# Wentworth (Nuevo Hampshire)
Wentworth es un pueblo ubicado en el condado de Grafton en el estado estadounidense de Nuevo Hampshire. En el Censo de 2010 tenía una población de 911 habitantes y una densidad poblacional de 8,38 personas por km². Se encuentra a poca distancia al oeste del curso alto del río Merrimack. 

## Geografía
Wentworth se encuentra ubicado en las coordenadas 43°51′31″N 71°55′25″O / 43.85861, -71.92361. Según la Oficina del Censo de los Estados Unidos, Wentworth tiene una superficie total de 108.66 km², de la cual 107.35 km² corresponden a tierra firme y (1.21%) 1.32 km² es agua.

## Demografía
Según el censo de 2010, había 911 personas residiendo en Wentworth. La densidad de población era de 8,38 hab./km². De los 911 habitantes, Wentworth estaba compuesto por el 98.13% blancos, el 0.22% eran afroamericanos, el 0.22% eran amerindios, el 0.11% eran asiáticos, el 0% eran isleños del Pacífico, el 0.11% eran de otras razas y el 1.21% pertenecían a dos o más razas. Del total de la población el 0.88% eran hispanos o latinos de cualquier raza.